# Ignacio Ducasse
Ignacio Francisco Ducasse Medina (ur. 8 listopada 1956 w Santiago) – chilijski duchowny katolicki, biskup Valdivia w latach 2002-2017, arcybiskup metropolita Antofagasty od 2017.

## Życiorys
Święcenia kapłańskie przyjął 24 marca 1984. Był związany z seminarium w Santiago, gdzie pełnił funkcje m.in. prefekta rocznika propedeutycznego oraz rektora.

### Episkopat
31 maja 2002 papież Jan Paweł II mianował go biskupem ordynariuszem diecezji Valdivia. Sakry biskupiej udzielił mu 13 lipca 2002 metropolita Santiago - kardynał Francisco Javier Errázuriz Ossa.
W latach 2011-2016 pełnił funkcję sekretarza generalnego Konferencji Episkopatu Chile.
8 czerwca 2017 papież Franciszek mianował go arcybiskupem metropolitą Antofagasty.